# Palazzo Balleani
Il Palazzo Balleani è un'antica dimora nobiliare della città di Jesi, nelle Marche.
Sorge in Piazza Federico II, tra il Duomo e il complesso di San Floriano. Costituisce un esempio dello stile rococò locale.

## Storia e descrizione

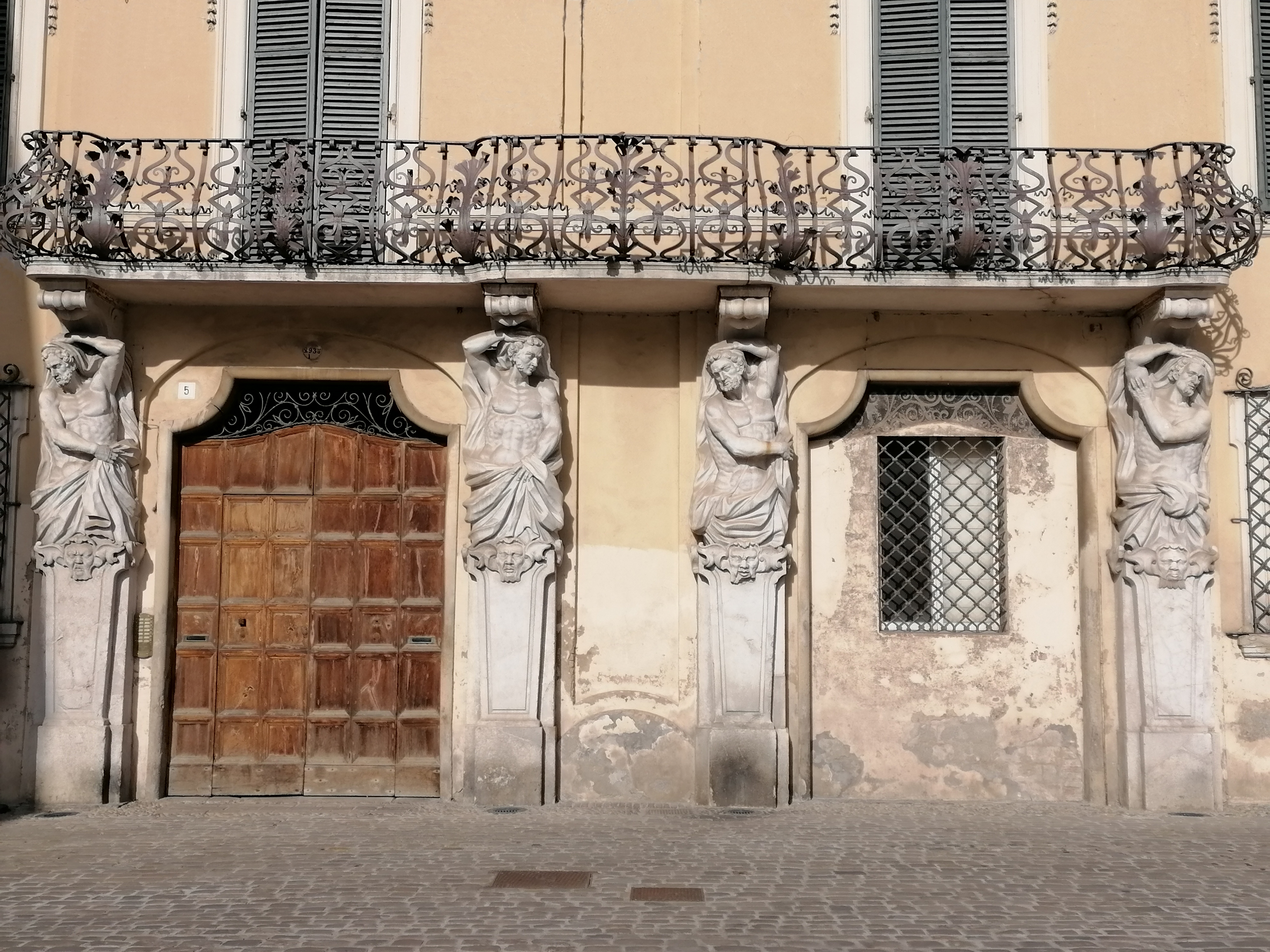
Il balcone rococò con i telamoni della facciata.

Il palazzo venne eretto a partire da maggio 1720 su disegno dell'architetto romano Francesco Ferruzzi.
Il palazzo si sviluppa su due piani (di rappresentanza al primo piano, e nobiliare, al secondo piano) più mezzanino e presenta un'elegante facciata che dà sulla piazza, dagli spigoli arrotondati, e una seconda, minore, che si apre verso il sagrato del Duomo.
Il fronte principale è incentrato su una caratteristica balconata rococò dalla fastosa ringhiera bombata in ferro battuto sorretta da quattro possenti telamoni. L'opera venne realizzata nel 1723 dal ravennate Giovanni Toschini. Lo stesso taschini, nel 1727 realizza anche la statua della Madonna col Bambino posta in una nicchia al centro della facciata.
Dal 1725 si iniziò a lavorare negli appartamenti. L'interno colpisce per la ricchezza delle sale dai soffitti con volte a specchio dai leggerissimi e raffinati stucchi dorati eseguiti da diversi artisti, tra cui i decoratori Giuseppe Confidati, Antonio Conti, Marco d'Ancona, Orazio Mattioli e il pittore Giovanni Lanci. Fra il 1725 e il 1732 Andrea e Giuseppe Ascani da Sant'Ippolito eseguirono le parti in pietra dei camini, scale e cornici delle finestre. Nel 1728 il pittore Checco Michelini decorò le porte. Dal 1732 si mise mano alla Cappellina di famiglia, il cui paliotto si deve a Giuseppe Ascani e la pala d'altare al pittore jesino Domenico Luigi Valeri.
Nel 1845 il palazzo è oggetto di restauro e nel 1854 si intervenne anche alle pitture del secondo piano, dove viveva la famiglia, ad opera dei pittori Pirro Rota e Vincenzo Corazzini.

## Famiglia Balleani
I Balleani, o nel medioevo conosciuti come Baligani, si stabilirono a Jesi verso il XII secolo. Ebbero grande importanza nella politica locale delle lotte tra Guelfi e Ghibellini per il controllo della città. Tano Baligani di Filippuccio fu anche Signore di Jesi fra il 1320 e il 1328, anno in cui fu decapitato nella piazza, proprio di fronte al loro palazzo. Nel corso dei secoli si fusero con la famiglia Guglielmi e in seguito con i Baldeschi. Oggi i discendenti, ancora proprietari dell'edificio, sono i conti Baldeschi-Balleani, i quali conservano anche la villa di Fontedamo (appena fuori Jesi, verso Monsano).

## Codex Æsinas
Il Codex Æsinas, o Codice Esinate, è un manoscritto miscellaneo del IX secolo con numerose aggiunte del XV secolo, riscoperto nel 1902 a Jesi (da cui il nome) nella biblioteca del conte Aurelio Guglielmi-Balleani da Marco Vattasso (1869-1925), prefetto della Biblioteca Apostolica Vaticana, e poi studiato e in parte edito da Cesare Annibaldi, professore di latino e greco al Liceo Classico Vittorio Emanuele II di Jesi.
È uno dei manoscritti più antichi giunti fino a noi del Bellum Troianum di Ditti Cretese e dell'Agricola di Tacito, del quale, negli ultimi fascicoli quattrocenteschi, contiene anche la Germania.
Durante la seconda guerra mondiale, il codice venne sapientemente nascosto dai conti Baldeschi-Balleani in una cassa di legno dentro un ripostiglio delle cucine di questo palazzo. Infatti non fu mai trovato e per questo rimase a Jesi, sfuggendo alle mire dei nazisti.
Il codice venne venduto allo Stato italiano nel giugno del 1994. Oggi è conservato presso la Biblioteca Nazionale Centrale di Roma (Cod. Vitt. Em. 1631).